# Urie-Michel Mboula
Urie-Michel Mboula, né le 30 avril 2003 au Gabon, est un footballeur international gabonais qui évolue au poste de défenseur central au FC Metz.

## Biographie

### FC Dinamo-Auto Tiraspol (2022-2023)
Formé dans le club moldave, Mboula dispute son premier match professionnel le 31 juillet 2022 en Super Liga face au FC Milsami Orhei.
Rapidement titulaire indiscutable, il devient capitaine de l'équipe moldave dès le 10 mars 2023 face au CSF Spartanii Sportul Selemet.
Il inscrit son premier but avec le Dinamo lors du match face au FC Victoria Chisinau, permettant à son club de remporter le match sur le score de deux buts à zéro.
Il joue un total de 23 matchs avec le club moldave pour un total de 4 buts inscrits.

### Şanlıurfaspor (2023-2025)
Le 3 août 2023, le joueur signe un contrat de 3 ans avec le club turc du Şanlıurfaspor, alors en 1.Lig, le deuxième échelon du football en Turquie.
Sur le banc lors des cinq premières journées du championnat, il est titulaire lors de la 6e journée face au Kocaelispor (défaite deux buts à zéro).
Enchainant petit à petit les matchs, il inscrit son premier but avec le club turc lors de la 13e journée face au Bandirmaspor, permettant au club de remporter le match sur le plus petit des scores.

#### Prêt au FC Metz (2025)
Le 1er février 2025, le joueur signe en prêt avec option d'achat jusqu'à la fin de saison 2024-2025 avec le FC Metz, alors en Ligue 2, à la suite du départ de Fali Candé du côté du Venezia FC.
Le 8 février 2025, Mboula dispute son premier match avec Metz lors de la 22e journée de Ligue 2 face au Clermont Foot 63.

### FC Metz (depuis 2025)
Le 19 juin 2025, le club lorrain annonce que l'option d'achat est levée pour Mboula qui signe avec le FC Metz jusqu'en 2028,,.

### En sélection
Son aventure avec le Gabon débute avec les -23 ans, le 25 juin 2023 face au Mali en étant titulaire (défaite trois buts à un) lors de la Coupe d'Afrique des nations des moins de 23 ans. Disputant les trois matchs de son groupe, Mboula et le Gabon termineront dernier.
Il joue pour la première fois en équipe nationale du Gabon lors d'un match amical face au Sénégal (défaite trois buts à zéro).

## Statistiques
| Saison                | Club                    | Championnat           | Championnat | Championnat | Championnat | Coupe nationale | Coupe nationale | Coupe nationale | Coupe de la Ligue | Coupe de la Ligue | Coupe de la Ligue | Play-offs | Play-offs | Play-offs | Total | Total | Total |
| Saison                | Club                    | Division              | M.          | B.          | P.d.        | M.              | B.              | P.d.            | M.                | B.                | P.d.              | M.        | B.        | P.d.      | M.    | B.    | P.d.  |
| 2022-2023             | FC Dinamo-Auto Tiraspol | Super Liga            | 11          | 0           | 0           | 1               | 0               | 0               | -                 | -                 | -                 | 11        | 4         | 1         | 23    | 4     | 1     |
| Sous-total            | Sous-total              | Sous-total            | 11          | 0           | 0           | 1               | 0               | 0               | -                 | -                 | -                 | 11        | 4         | 1         | 23    | 4     | 1     |
| 2023-2024             | Şanlıurfaspor           | 1.Lig                 | 17          | 1           | 0           | 1               | 0               | 0               | -                 | -                 | -                 | -         | -         | -         | 18    | 1     | 0     |
| 2024-2025             | Şanlıurfaspor           | 1.Lig                 | 16          | 1           | 3           | -               | -               | -               | -                 | -                 | -                 | -         | -         | -         | 16    | 1     | 3     |
| Sous-total            | Sous-total              | Sous-total            | 33          | 2           | 3           | 1               | 0               | 0               | -                 | -                 | -                 | -         | -         | -         | 34    | 2     | 3     |
| 2024-2025             | FC Metz (prêt)          | Ligue 2               | 10          | 0           | 0           | -               | -               | -               | -                 | -                 | -                 | 3         | 0         | 0         | 13    | 0     | 0     |
| 2025-2026             | FC Metz                 | Ligue 1               | 1           | 0           | 0           | -               | -               | -               | -                 | -                 | -                 | -         | -         | -         | 1     | 0     | 0     |
| Total sur la carrière | Total sur la carrière   | Total sur la carrière | 54          | 2           | 3           | 2               | 0               | 0               | -                 | -                 | -                 | 14        | 4         | 1         | 70    | 6     | 4     |